# علم ألمانيا

علم ألمانيا ما بين عامي 1871-1918

علم ألمانيا أو العلم الألماني (بالألمانية: Flagge Deutschlands) هو علم ثلاثي الألوان يتألف من ثلاثة أشرطة أفقية متساوية تعرض الألوان الوطنية لألمانيا: الأسود والأحمر والذهبي (Schwarz-Rot-Gold). أُعتمد العلم لأول مرة كعلم وطني لألمانيا الحديثة في عام 1919، خلال جمهورية فايمار التي دامت فقط حتى عام 1933.
ألمانيا لديها تشكيلين من الألوان الوطنية التقليدية، أسود-أحمر-ذهبي وأسود-أبيض-أحمر، والتي لعبت دورا هاماً في التاريخ الحديث لألمانيا. الظهور الأول للألوان أسود-أحمر-ذهبي في كل في ملكية أو ولاية ذات سيادة عرقية ألمانية ضمن ما يعرف اليوم بألمانيا كان في 1778 وحققت شهرة خلال ثورات عام 1848.
حيث اعتمد البوندستاغ الألوان في 9 مارس 1848. كما أتبعَ ذلك برلمان فرانكفورت المنعقد في 1848/1849بقانون إمبراطوري. كان العلم شائعاً لدرجة أنه لم يذكر حتى في دستور مارس 1849. بعد ترميمه في 1850/1851 لم يستخدم البوندستاغ الالوان أسود-أحمر-ذهبي حتى عام 1863. الاتحاد الألماني الشمالي اعتمد في دستوره الألوان أسود-أبيض-أحمر.
مع تشكل جمهورية فايمار التي لم تدم طويلاً بعد الحرب العالمية الأولى، تم تبني الالوان أسود-أحمر-ذهبي كعلم وطني لألمانيا. بعد ستة عشر تلت الحرب العالمية الثانية، تم اعتماد الالوان أسود-أحمر-ذهبي مرة أخرى كعلم لكل من دول ألمانيا الشرقية وألمانيا الغربية المقسمة في عام 1949. وكان العلمين متطابقتين حتى عام 1959، عندما تم رفع علم ألمانيا الشرقية مع شعار النبالة لألمانيا الشرقية. منذ إعادة التوحيد في 3 تشرين الأول / أكتوبر 1990 أصبحت الالوان الثلاثة أسود-أحمر-ذهبي مكونة لراية جمهورية ألمانيا الاتحادية الموحدة.
بعد الحرب البروسية النمساوية في عام 1866 تبنى الاتحاد الألماني الشمالي المحكوم من قبل البروسيون الألوان أسود-أبيض-أحمر كعلم له. أصبح هذا العلم في وقت لاحق علم الإمبراطورية الألمانية التي تشكلت بعد توحيد ألمانيا تحت حكم الملك البروسي الذي أصبح إمبراطورًا في عام 1871، وأُستخدمت حتى عام 1918 مع نهاية الحرب العالمية الأولى. أُعيد تسمية الألوان أسود-أبيض-أحمر على أنها الألوان الوطنية الألمانيا مع تأسيس ألمانيا النازية تحت حكم أدولف هتلر في عام 1933، لتحل محل الألوان الوطنية للجمهورية الألمانية حتى نهاية الحرب العالمية الثانية.
ترتبط ألوان العلم الحديث بالديموقراطية الجمهورية التي تم اقتراحها لأول مرة في عام 1848، والتي تشكلت بعد الحرب العالمية الأولى، وتمثل الوحدة والحرية الألمانية. خلال فترة جمهورية فايمار كانت الألوان أسود-أحمر-ذهبي هي ألوان الأحزاب الديمقراطيين والوسطين والجمهوريين، الذي شكله أعضاء الحزب الاشتراكي الديمقراطي، وحزب الوسط، والأحزاب الديمقراطية للدفاع عن الجمهورية ضد المتطرفين من اليمين واليسار.

## المنشأ
ظهرت الرابطة الألمانية مع الألوان أسود-أحمر-ذهبي في الأربعينيات من القرن التاسع عشر عندما استخدم العلم أسود-أحمر-ذهبي للإشارة إلى الحركة ضد النظام الأوروبي المحافظ الذي تم تأسيسه بعد هزيمة نابليون.
هناك العديد من النظريات المتداولة فيما يتعلق بأصول نظام الألوان المستخدم في علم عام 1848. لقد تم اقتراح أن الألوان هي تلك الخاصة بأخوية طلاب يينا (Jenaer Burschenschaft)، وهي واحدة من الأخوية ذات التفكير الراديكالي المحظورة من قبل كليمنس فون مترنيش في قرارات لجنة كارلسباد. تم ذكر الألوان في ترتيبها الأساسي في المقطع السابع من أغنية أوغست فون بيتسار من أجل حل أخوية يينا (Zur Auflösung der Jenaer Burschenschaft) المقتبسة من يوهانس برامز. وتعود نظرية أخرى إلى الزي الرسمي لفيلق لوتسو التطوعي التابع للقوات البروسية (أسود كلون أساسي مع أزرار حمراء وذهبية)، كان هذا الفيلق يضم في الغالب طلبة جامعيين وشُكّل خلال النضال ضد قوات الاحتلال التابعة لنابليون. ومهما كان التفسير الحقيقي، فإن هذه الألوان سرعان ما أصبحت تعتبر ألوانًا وطنية لألمانيا خلال هذه الفترة الوجيزة، وخاصة بعد إعادة اعتمادها خلال فترة جمهورية فايمار، فقد أصبحت مرادفة للحرية بشكل عام.

### تاريخ العلم
اُعتمد العلم الألماني الحالي في 9 أيّار في العام 1949.
اُستخدم العلم الألماني على نحو متقطع. اُعتمد في العام 1848 وألغي في العام 1852، ثم اعتمد ثانية كما هو الحال لعلم جمهورية فايمار في 11 آب 1919 وألغي مرة أخرى في 12 آذار 1933، وعندما تم استبدال علم الرايخ الثالث والذي كان يستخدم أيضًا من قبل جمهورية ألمانيا الديمقراطية (ألمانيا الشرقية) حتى عام 1959. لكن الشعار بقى من 1959 إلى 1989 عندما قُسّمت ألمانيا إلى بلدين بعد الحرب العالمية الثانية. وقد تم اختيار هذا العلم بعد إعادة توحيد الألمانييتين في 3 تشرين الأول 1990.

### وقائع الاهتمام بعلم ألمانيا
تمثّل ألوان العلم الألماني الحالي تمثل إعادة توحيد ألمانيا. بين الأعوام 1935 وحتى عام 1945 عُرض العلم الألماني كعلم أحمر مع خلفية سوداء يتوسطه الصليب المعقوف في دائرة بيضاء.
أما بين الأعوام 1959 وحتى عام 1989، عُرض علم ألمانيا الشرقية وظهرت فيه رموز شيوعية.

علم ألمانيا الشرقية

## وصلات خارجية
- (بالإنجليزية) "وصف العلم". أعلام العالم.
- All medieval flags of Germany
- Imperial German Empire Army Colours